# Велика турнеја
Велика турнеја је југословенски филм из 1961. године. Режирао га је Жорж Скригин, а сценарио је написао Михајло Хабул.